# 高野貞吉

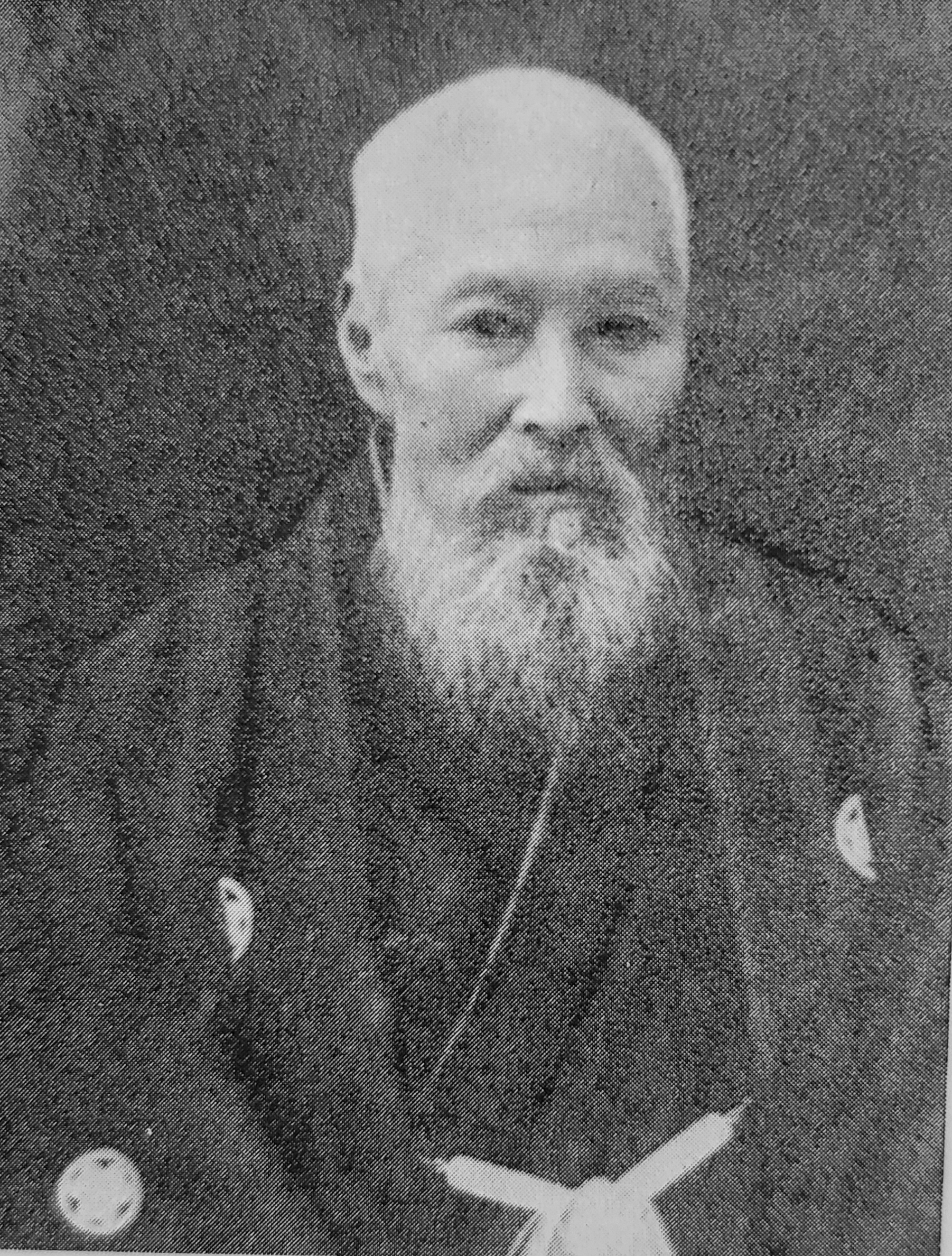
高野貞吉

高野 貞吉（たかの さだよし、文政12年（1829年） - 大正2年（1913年）2月21日）は、日本の武士（越後長岡藩士、知行は120石）。職名 計司。仮名は喜傳次。妻に病死で二度先立たれたため、三度結婚した。貞吉の妻となった3人の女子は、いずれも父を同じくする姉妹であった。

## 家族
山本五十六（元帥海軍大将、連合艦隊司令長官）の実父 (五十六は六男として生まれた)。貞吉が56歳の時に生まれたので「五十六」と命名した。のち、五十六は越後長岡藩・家老次座連綿の山本帯刀の死後、嗣子のいなかった山本家の家督を相続した。
貞吉は、父・高野七左衛門（秀右衛門とも云う）貞通と共に戊辰戦争・北越戦争に従軍。父は長岡城下で戦死。貞吉は会津若松で負傷したが、回復。明治維新後の長岡藩政において、財政・経理担当者として一定の活躍をしたものと考えられる。

## 高野家の歴史
長岡藩は官軍に恭順せず、局外中立を主張したが入れられずに開戦して敗北。藩は領地を3分の1に減らされたので、その藩士たちも大幅な減知となったが、高野家はわずかな減知に留まった。詳細な史料が残っていないので推察の域を出ないが、敗北後の長岡藩内において相対的に出世をしたものとみられる。
高野家は本姓宇津である。信濃上田藩主・真田信之の家臣であった。先祖・七左衛門啓道が、故あって慶安元年（1648年）に長岡藩主牧野家に仕え、「高野」に改姓して馬廻役となった。啓道の長男は他藩に仕官がかなったため、次男が相続。高40石ながら大組（上級藩士）に列した（長男は、初代長岡藩主・牧野忠成の正室の実家である膳所藩・本多家に仕官となる）。
三代目・七左衛門道説は、病身のために小組（中級藩士）に格下げとなる。
四代目・秀右衛門永貞は、松永家から迎えられた養子であったが、延享3年（1746年）、家老・山本勘右衛門の手伝いとして牧野家の家譜などを著述する。これが山本家と、高野家の長い繋がりの始まりとなったとの説がある。直系子孫は段々立身して、大組に列して取次格まで出世した。
再度大組入りした後の高野家の知行は、100石から150石程度を往来し、代々、郡奉行や勘定方支配などの役方を勤めていた。幕末期の知行は120石であった。

## 諸士由緒記と高野氏
四代目・秀右衛門永貞は、長岡藩の修史事業に中心的な役割を果たし、諸士由緒記などを編纂した。諸士由緒記には100石級以下の筋目の家臣の記述量が少ないが、高野秀右衛門永貞が編纂者であったためか、高野氏に関する記述量は重臣に匹敵するものとなっている（出典『長岡藩政史料』の冒頭の解説など）。